# Houssam Eddine Senhaji
Houssam Eddine Senhaji (arab. حسام الدين الصنهاجي, ur. 11 stycznia 1985) – marokański piłkarz, grający jako lewy pomocnik.

## Klub

### Początki
Jego pierwszym klubem był Olympic Safi, gdzie dołączył 1 lipca 2008 roku.

### Raja Casablanca
1 sierpnia 2011 roku dołączył do Raja Casablanca. W tym zespole zadebiutował 21 września 2011 roku w meczu przeciwko Maghreb Fez (1:1). Grał 73 minuty, zmienił go Abdelhaq Ait Laarif. Pierwszego gola strzelił 15 listopada 2011 roku w meczu przeciwko Olympic Safi (wygrana 2:1). Do siatki trafił w 88. minucie. Łącznie zagrał 11 meczów i strzelił dwie bramki.

### Moghreb Tétouan
1 września 2012 roku przeniósł się do Moghrebu Tétouan. W tym klubie debiut zaliczył 21 października 2012 roku w meczu przeciwko Raja Beni Mellal (wygrana 4:2). Grał 75 minut, zmienił go Zaïd Karouch. Pierwszego gola strzelił 10 listopada 2012 roku w meczu przeciwko Wydad Fès (zwycięstwo 2:1). Do siatki trafił w 47. minucie. Pierwszą asystę zaliczył 1 grudnia 2012 roku w meczu przeciwko Hassania Agadir (zwycięstwo 1:3). Asystował przy bramce Abdeladima Khadroufa w 26. minucie, a ponadto sam strzelił dwie bramki. Łącznie zagrał 37 meczów, strzelił 8 goli i miał 5 asyst. Został mistrzem Maroka w sezonie 2013/2014.

### FAR Rabat
1 lipca 2014 roku został zawodnikiem FAR Rabat. W tym klubie po raz pierwszy wystąpił 13 września 2014 roku w meczu przeciwko Moghreb Tétouan (1:1). Na boisko wszedł w 60. minucie, zastąpił Youssefa Anouara. Łącznie zagrał 5 spotkań.

### Maghreb Fez
25 grudnia 2015 roku przeniósł się do Maghrebu Fez. W tym zespole debiut zaliczył 17 kwietnia 2016 roku w meczu przeciwko FAR Rabat (porażka 1:0). Na boisko wszedł w 50. minucie, zmienił Achrafa Bencharkiego. W sumie rozegrał 5 spotkań.